# The Crush (1993)
The Crush is een film uit 1993, geregisseerd door Alan Shapiro. Hoofdrolspelers zijn Cary Elwes en Alicia Silverstone, die haar filmdebuut maakte in deze film. Het verhaal gaat over een hoogbegaafd maar instabiel meisje dat een verliefdheid op een oudere man ontwikkelt die uiteindelijk in een ongezonde obsessie ontaardt als deze man haar afwijst.

## Verhaal
Nick Elliot, een schrijver, neemt zijn intrek in een gasthuis bij het gezin Forrester. Dit gezin bestaat uit Cliff en Liv, en hun 14-jarige dochter Adrian. Adrian is een knap en intelligent meisje, maar is emotioneel instabiel. Ze wordt vrij snel verliefd op Nick die twee keer zo oud is. Na een feestje begaat Nick de vergissing met Adrian te zoenen.
Adrians verliefdheid wordt hierdoor nog sterker, maar Nick beseft dat dit niet goed is en probeert haar duidelijk te maken dat een relatie tussen hun twee echt niet mogelijk is. Hij begint een relatie met zijn collega Amy. Adrian, die dit niet kan verwerken, wordt steeds obsessiever. Ze spreekt Nicks voicemail in met tientallen berichten. Bij een andere gelegenheid weet ze dat Nick haar kan zien, kleedt zich uit en poseert naakt voor hem. Als dit niets uithaalt worden haar acties destructief.
Adrian vernielt Nicks auto en wist zijn harde schijf. Cheyenne, een vriendin van Adrian, probeert Nick te waarschuwen dat Adrian gevaarlijk is, maar Adrian zorgt ervoor dat haar een 'ongeluk' overkomt. Ook probeert ze Amy te doden door haar in een kamer op te sluiten met een wespennest. Amy overleeft dit en Nick probeert wanhopig een andere huisvesting te vinden, weg van Adrian. Adrian saboteert zijn pogingen met succes, zodat hij niets vindt, en ook haar ouders willen niet luisteren.
Uiteindelijk bespioneert Adrian Nick en Amy wanneer ze seks hebben, en steelt na afloopt het gebruikte condoom uit de vuilnisbak. Dit gebruikt ze om Nick te beschuldigen van seksueel misbruik, en hij wordt gearresteerd. Zijn baas schiet de borg voor maar ontslaat hem wel meteen. Nick hoort van Cheyenne dat Adrian echter een dagboek bijhoudt. Dit kan hem vrijpleiten, en Nick breekt 's nachts in bij de Forresters om het dagboek te bemachtigen. Daar ontdekt hij op zolder Cheyenne, vastgebonden door Adrian. Haar vader Cliff ontdekt hem en valt Nick aan. Maar Adrian, nog steeds hopeloos verliefd op Nick, valt haar vader aan, waarop Nick haar met een enkele vuistslag kan uitschakelen en Cheyenne kan bevrijden.
Nick gaat met Amy samenwonen, en Adrian moet psychiatrische behandeling ondergaan. Ze houdt sessies met haar psychiater, en op diens aandringen schrijft ze excuusbrieven aan Nick. Ondertussen ontwikkelt ze een steeds sterkere verliefdheid op de oudere aantrekkelijke arts...

## Rolverdeling
| Acteur             | Personage        |
| ------------------ | ---------------- |
| Cary Elwes         | Nick Eliot       |
| Alicia Silverstone | Adrian Forrester |
| Jennifer Rubin     | Amy Maddik       |
| Kurtwood Smith     | Cliff Forrester  |
| Gwynyth Walsh      | Liv Forrester    |
| Amber Benson       | Cheyenne         |
| Matthew Walker     | Michael          |
| Duncan Fraser      | politieman       |

## Prijzen en nominaties
| Prijs              | Categorie                                                 | Persoon            |
| ------------------ | --------------------------------------------------------- | ------------------ |
| MTV Movie Award    | Best Breakthrough Performance                             | Alicia Silverstone |
| MTV Movie Award    | Best Villain                                              | Alicia Silverstone |
| Nominatie          | Categorie                                                 | Persoon            |
| MTV Movie Award    | Most Desirable Female                                     | Alicia Silverstone |
| Young Artist Award | Best Youth Actress Leading Role in a Motion Picture Drama | Alicia Silverstone |